# Saariselkä
Saariselkä est une chaîne de tunturis située sur les communes de Savukoski et de Sodankylä.
C'est aussi le nom d'une petite station de sports d'hiver située sur le territoire de la commune de Inari), dans la région de Laponie en Finlande.

## La chaîne de Tunturi
La chaîne de tunturis comprend entre-autres Kaunispää (fi), Kiilopää (fi), Ukselmapää (fi), Vuomapää (fi) et le plus grand est Sokosti (fi) qui a une altitude de 718 mètres. 

## Le village
Le village de Saariselkä est en partie sur le Parc national Urho Kekkonen.

## Domaine skiable
Le dénivelé maximal est de 180 mètres. 
La plus longue piste mesure 1 100 mètres. Il est possible d'y pratiquer le ski nocturne. Le domaine skiable est réparti sur deux collines, celle de Kaunispää (437,5 m) et de Iisakkipää (415,5 m).